# 北村勝衛
北村 勝衛（きたむら かつえい、1901年8月20日 - 1987年10月27日）は、日本の歯科医師、歯科教育者。松本歯科大学の初代学長を務めた。日本の歯科医療と教育の発展に尽力した。

## 経歴
宮城県に生まれる。1921年（大正10年）に旧制古川中学校（現・宮城県古川高等学校）を卒業後、日本歯科大学に進学し、歯科医学を修めた。大学卒業後、歯科医療に従事しながら教育者としての道を歩み、日本歯科大学で教授として教鞭を執る。特に歯科補綴学の分野で指導を行った。その後、松本歯科大学の初代学長に就任し、大学の発展に寄与した。松本歯科大学では、歯科補綴学第二講座を開設し、補綴治療（入れ歯や被せ物などの治療）の教育と研究に尽力した。この講座は、後に佐藤勝也教授、天野秀雄教授らに引き継がれた。北村は、歯科医師としての臨床経験を持ちながら、歯科教育者としても多くの学生を育成し、日本の歯科医学の発展に貢献した。特に補綴学の教育に注力し、松本歯科大学の礎を築いた。